# Marmur salzburski

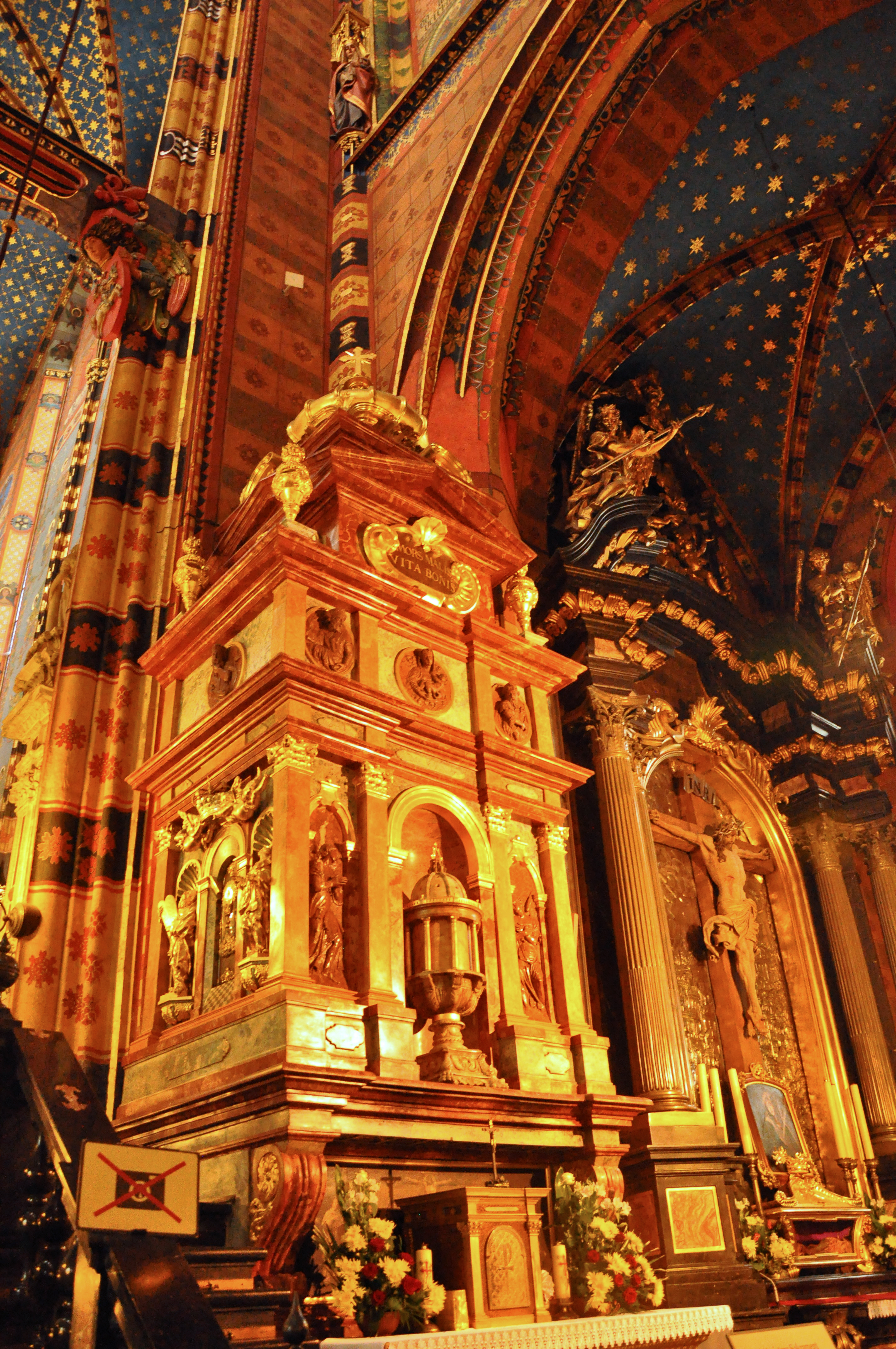
Cyborium (Jan Maria Padovano)

Marmur salzburski (czerwony marmur salcburski, marmur z Adnet) – kamień wapienny pochodzący z okolic Salzburga; nie jest kamieniem w pełni wykrystalizowanym, stąd nazwa „marmur” jest nazwą potoczną.

## Zastosowanie
Czerwone „marmury” z okolic Salzburga wykorzystywane były do rzeźb kościelnych. W Polsce wykonany z tego kamienia jest m.in. nagrobek Kazimierza Jagiellończyka na Wawelu. W Wiedniu wykonane są z niego nagrobki cesarza Fryderyka III i jego żony Eleonory Portugalskiej. Z czerwonego marmuru salzburskiego wykonane są prace Riemenschneidera w Würzburgu.
Po drugiej wojnie Światowej "marmur" węgierski oraz "marmur" salzburski zaczęto nazywać w Polsce „marmurami królewskimi” ze względu na to, że były one wykorzystane przy konstrukcji m.in. nagrobków osób znamienitych oraz za względu na to, że intensywny czerwony kolor utożsamiany jest z purpurą królewską. W Polsce wykorzystywano marmury salzburskie m.in. wtedy kiedy węgierskie łomy nie były aktywne w czasie tureckiej okupacji Węgier (1526–1686).
W Kamieniarskich wycieczkach Szajnocha pisze w 1898 roku, że od kilkunastu lat wszystkie większe łomy tych marmurów, leżące w okolicy Hallein są w posiadaniu wielkiego akcyjnego Towarzystwa dla przemysłu marmurowego: „Kiefer", które skoncentrowało wyrób i warsztaty w małej wiosce Oberalm o pół godziny drogi od Hallein.

## Dostępność i rodzaje
Według Sokołowskiego marmur salzburski dzieli się na trzy odmiany: (1) płowy, czerwono-plamisty, (1) ciemnowiśniowy, (2) czerwony, zbliżony do czerwonego marmuru węgierskiego.
W pracy Kamienie budowlane i dekoracyjne z Salzburga — tradycja i teraźniejszość autorzy  twierdzą, że marmury Adnet mają dwa zasadnicze typy — masywne oraz nodularno-warstwowane, które są znacznie mniej odporne na wietrzenie niż odmiany masywne. Okazuje się, że istnieje prosty sposób na odróżnienie nodularnych marmurów Adnet od włoskich Rosso Verona i węgierskich marmurów Tardosz — w marmurach Adnet powszechnie występują owalne strefy odbarwień o szerokości 1–3 cm wokół ciemnoszarych, wewnętrznych partii nodul."
Obecnie czerwony marmur z okolic Salzburga jest wydobywany w pięciu łomach koło Adnet.
Firma Marmor Kiefer, wspominana przez polskiego podróżnika, powstała w 1887 roku kiedy łomy zostały odkupione od poprzedniego właściciela; w latach 1930 przeżywała kryzys i spadek wydobycia, ale działa do tej pory (2019).